# ジョルジュ・アンドラーデ
ジョルジュ・アンドラーデ（Jorge Andrade, 1978年4月9日 - ）は、ポルトガル出身の元サッカー選手。ポルトガル代表であった。現役時代のポジションはディフェンダー（センターバック）。
ポルトガル代表でチームメイトだったミゲル・モンテイロ、ナニ、ネルソン・マルコスらと同じく、かつてポルトガルの植民地であったカーボベルデにルーツを持つカーボベルデ系ポルトガル人である。2006年にはカーボベルデを訪れて草サッカーを楽しんだ。

## 経歴

### クラブ
リスボンに生まれ、1997年に地元のCFエストレラ・アマドーラからプロデビューした。2シーズン連続でリーグ戦8位となり、2000年に北部のFCポルトに移籍すると、2001-02シーズンのUEFAチャンピオンズリーグではチーム最多の12試合に出場し、グループリーグ2位で決勝トーナメントに進出した。
2002 FIFAワールドカップ本大会後、スペイン・リーガ・エスパニョーラのデポルティーボ・ラ・コルーニャに移籍した。移籍金は1200万ユーロであり、最大で1300万ユーロまで上昇する可能性があったほか、移籍金のうちの300万ユーロ分はヌーノ・エスピーリト・サントがFCポルトに移籍することで肩代わりされた。2002-03シーズンはセサル・マルティンとヌールッディーン・ナイベトがレギュラーであり、リーグ戦では11試合の出場にとどまったが、2003-04シーズン以降はチームに不可欠な選手となった。2004年4月21日、UEFAチャンピオンズリーグ準決勝の古巣FCポルト戦でデコを軽く蹴ったところ、代表のチームメイトに対しての親しみを込めた振る舞いであったにもかかわらず、主審には理解されずに退場処分を受け、1試合の出場停止となった。
2007年夏、約1000万ユーロの移籍金でイタリア・セリエAのユヴェントスFCと契約した。しかし、9月23日のASローマ戦中に左膝蓋骨骨折という重傷を負い、2007-08シーズンの残りを欠場した。2008年夏のプレシーズンには同じ箇所を負傷し、過去1年間で3度目・過去4度目の手術が行われるとともに、2008-09シーズンを丸々棒に振った。アンドラーデ本人は負傷前と同レベルでの復帰を願ったが、ユヴェントスFCは彼のために支払った移籍金や彼の年俸にそれだけの価値がないとみなした。
2009年4月8日、ユヴェントスFCとアンドラーデは双方合意の元で契約解除に合意し、自由に所属クラブを探すことが可能になった。2009年7月にはマラガCFのトライアルを受けたが合意に達しなかった。2010年2月にはメジャーリーグサッカーに属するカナダのトロントFCのトライアルを受けたが、やはり契約には至らず、現役引退を決意した。

### 代表
2001年4月にポルトガル代表デビューした。2002年には2002 FIFAワールドカップに出場し、2004年に出場したUEFA EURO 2004では主力として準優勝に貢献した。代表では通算51試合に出場して3得点しているが、EURO2004の準決勝・オランダ戦 (2-1) ではオウンゴールを記録している。2006年の2006 FIFAワールドカップ本大会直前に左膝靭帯を負傷し、大会には出場できなかった。UEFA EURO 2008予選には5試合に出場したが、2007年8月22日のアルメニア戦が最後の出場となり、EURO2008本大会には出場していない。

### 引退後
現役引退後、ア・コルーニャ郊外の町に開店した居酒屋を友人とともに経営している。またデポルティーボ・ラ・コルーニャのインドアサッカーチームに所属し、かつてのチームメイトであるジャウミーニャやフランとともにプレーしている。

## 個人成績
| 年度    | クラブ                         | リーグ           | 出場 | 得点 |
| 1997-98 | CFエストレラ・アマドーラ       | スーペル・リーガ | 5    | 1    |
| 1998-99 | CFエストレラ・アマドーラ       | スーペル・リーガ | 17   | 2    |
| 1999-00 | CFエストレラ・アマドーラ       | スーペル・リーガ | 31   | 0    |
| 2000-01 | FCポルト                       | スーペル・リーガ | 20   | 1    |
| 2001-02 | FCポルト                       | スーペル・リーガ | 32   | 2    |
| 2002-03 | デポルティーボ・ラ・コルーニャ | プリメーラ       | 11   | 0    |
| 2003-04 | デポルティーボ・ラ・コルーニャ | プリメーラ       | 37   | 0    |
| 2004-05 | デポルティーボ・ラ・コルーニャ | プリメーラ       | 35   | 1    |
| 2005-06 | デポルティーボ・ラ・コルーニャ | プリメーラ       | 18   | 1    |
| 2006-07 | デポルティーボ・ラ・コルーニャ | プリメーラ       | 22   | 0    |
| 2007-08 | ユヴェントスFC                 | セリエA          | 4    | 0    |
| 2008-09 | ユヴェントスFC                 | セリエA          | 0    | 0    |

## 代表歴

### 出場大会
- ポルトガル代表
  - 2002 FIFAワールドカップ
  - 2004 - UEFA EURO 準優勝

### 試合数
- 国際Aマッチ 51試合 3得点（2001年-2007年）[14]

| ポルトガル代表 | 国際Aマッチ | 国際Aマッチ |
| 年             | 出場        | 得点        |
| -------------- | ----------- | ----------- |
| 2001           | 2           | 1           |
| 2002           | 6           | 0           |
| 2003           | 9           | 1           |
| 2004           | 16          | 0           |
| 2005           | 10          | 1           |
| 2006           | 2           | 0           |
| 2007           | 5           | 0           |
| 通算           | 51          | 3           |

### 得点
| # | 日時           | 場所     | 対戦相手       | スコア | 最終結果 | 大会                                    |
| - | -------------- | -------- | -------------- | ------ | -------- | --------------------------------------- |
| 1 | 2001年11月14日 | リスボン | アンゴラ       | 3–1    | 5-1      | 親善試合                                |
| 2 | 2003年6月10日  | リスボン | ボリビア       | 1–0    | 4-0      | 親善試合                                |
| 3 | 2005年9月3日   | ファロ   | ルクセンブルク | 1–0    | 6-0      | 2006 FIFAワールドカップ・ヨーロッパ予選 |

## タイトル

### クラブ
FCポルト
- タッサ・デ・ポルトガル : 2000-01
- スーペルタッサ・カンディド・デ・オリベイラ : 2001

デポルティーボ・ラ・コルーニャ
- スーペルコパ・デ・エスパーニャ : 2002